# Ленинградская грамматическая школа
Ленингра́дская граммати́ческая шко́ла — направление в советском языкознании 1930—1980 годов, сформировавшееся в Ленинграде и объединявшее, главным образом, филологов-германистов. К основным представителям «первого» поколения этой школы можно отнести работавших в Ленинграде В. М. Жирмунского (1891—1971), С. Д. Кацнельсона (1907—1985), Л. Р. Зиндера (1903—1995), В. Г. Адмони (1909—1993), М. И. Стеблина-Каменского (1903—1981), работавших в Ленинграде и в Москве В. Н. Ярцеву (1906—1999), М. М. Гухман (1904—1989); ко «второму» поколению — Ю. С. Маслова (1914—1990), А. М. Мухина (1922—2008) и В. М. Павлова (1925-2011).
Школа не обладала ярко выраженным организационным единством, но в подходе к языку у всех названных исследователей много общего. Опираясь, главным образом, на материал германских языков, одну из основных задач лингвистического анализа они видели в выявлении общих закономерностей исторического развития грамматического строя языка. В отличие от классической младограмматической традиции, признавали системный характер языка и не считали разработку генетической классификации языков приоритетной задачей; в отличие от классического структурализма, не считали приоритетной задачей синхронное описание языка и отрицательно относились к попыткам строгого разграничения синхронии и диахронии, к сужению объекта лингвистических исследований и к формализации метаязыка лингвистики. Придавали также большое значение исследованию так наз. философских проблем языкознания, связи языка и мышления, социальной природе языка, взаимоотношению лексики и грамматики и др.
Ряд представителей этой школы (прежде всего С. Д. Кацнельсон и М. М. Гухман) испытали воздействие идей Н. Я. Марра и особенно И. И. Мещанинова о «стадиальности» языка, что дало основание Б. А. Серебренникову в 1980-е годы говорить о «неомарризме» в советском языкознании; но, с точки зрения других историков науки, степень влияния Марра на это направление не столь велика и проявляется, главным образом, в смещении приоритетов от генетического изучения языков к историко-типологическому.
К недостаткам этой школы (свойственным первому поколению её представителей) часто относят архаичный и усложнённый метаязык, носящий отпечаток философского дискурса XVIII—XIX веков, излишнюю погружённость в абстрактную философскую проблематику, расплывчатость и нечёткость терминологии, а также известный изоляционизм по отношению к двум ведущим направлениям лингвистики XX века — структурализму и генеративизму. Вместе с тем, многие представители Ленинградской школы высказывались по актуальным проблемам мировой лингвистики (как они их понимали): можно упомянуть статьи С. Д. Кацнельсона о ларингальной теории (1954), В. М. Жирмунского о соотношении синхронии и диахронии (1958, 1960), М. М. Гухман о понятии системы в синхронии и диахронии (1962), её же статью о структурализме (1964) и др. В 1972 и 1975 годах появились работы С. Д. Кацнельсона, содержащие анализ ряда идей генеративной семантики, высказанных в работах Ч. Филлмора и У. Л. Чейфа. Второе поколение этой школы весьма сближается со структурализмом и особенно с функционализмом «пражского» толка.
Основной заслугой данной школы является внимание к проблемам эволюции грамматического строя (которые не были центральными ни в структурной, ни в генеративной лингвистике, несмотря на интенсивную разработку проблем диахронической грамматической типологии в трудах таких видных теоретиков структурализма, как Э. Сепир, Р. О. Якобсон, Е. Курилович и Э. Бенвенист). В этом отношении работы представителей Ленинградской грамматической школы являются прямыми предшественниками современной «теории грамматикализации» и современной грамматической типологии. Многие положения, вошедшие в мировой лингвистический обиход в 1970—1980-е годы и считающиеся общепринятыми, были сформулированы представителями Ленинградской грамматической школы на несколько десятилетий раньше.
Ряд идей ленинградской грамматической школы (в особенности идеи С. Д. Кацнельсона) оказал влияние на Ленинградскую аспектологическую школу и Ленинградскую (позднее Санкт-Петербургскую) школу функциональной грамматики. Прослеживается и связь работ этого направления с некоторыми идеями современной когнитивной лингвистики.
В 1960-е годы усилиями представителей Ленинградской грамматической школы (в первую очередь В. М. Жирмунского) было проведено несколько крупных конференций по грамматической типологии, по материалам которых были изданы тематические сборники: «Морфологическая структура слова в языках различных типов» (М.-Л., 1963), «Морфологическая типология и проблема классификации языков» (М.-Л., 1965), «Аналитические конструкции в языках различных типов» (М.-Л., 1965), «Эргативная конструкция в языках различных типов» (М.-Л., 1967) и «Вопросы теории частей речи: На материале языков различных типов» (М.-Л., 1968). Тем самым Ленинградская грамматическая школа во многом подготовила почву, на которой во второй половине 1960-х годов возникла Ленинградская (Санкт-Петербургская) типологическая школа, созданная усилиями А. А. Холодовича и с 1969 года продолжившая вышеуказанную традицию; так, в работе обеих школ принял активное участие С. Е. Яхонтов (род. 1926).
Значителен вклад представителей ленинградской грамматической школы в изучение многих частных проблем германистики, особенно исторической грамматики германских языков и диалектологии.

### 1945
- Мещанинов И.И. Члены предложения и части речи. Изд-во Академии Наук СССР, 1945. — 322 с.

### 1957
- Щерба Л.В. Избранные работы по русскому языку. М.: Учпедгиз, 1957. — 188 с.

### 1963
- Жирмунский В.М., Суник О.П. (ред.). Морфологическая структура слова в языках различных типов. – М. - Л.: Высш. школа, 1963.
- Мещанинов И.И. Структура предложения, М. — Л., 1963.-

### 1964
- Адмони В.Г. Основы теории грамматики. М. - Л., Наука, 1964. — 106 с.
- Мухин А.М. Функциональный анализ синтаксических элементов (на материале древнеанглийского языка). — М.-Л.: Наука, 1964. — 293 c.

### 1965
- Жирмунский В.М., Суник О.П. (отв. ред.). Аналитические конструкции в языках различных типов. М.; Л.: Наука, 1965. - 343 с.
- Серебренников Б. А., Суник О. П. (отв. ред.). Морфологическая типология и проблема классификации языков. – М. - Л.: Наука, 1965. – 303 с.
- Зиндер Л.Р. Сборник задач по общему языкознанию. Пособие по курсу "Введение в языкознание" для студентов-заочников 1 курса. — 2-е изд., испр. — Л.: Изд-во Ленинградского ун-та, 1965. — 36 с.

### 1967
- Жирмунский В.М. (отв. ред.). Эргативная конструкция в языках различных типов (исследования и материалы). Л.: Наука, 1967.- 312 с.
- Мещанинов И.И. Эргативная конструкция в языках различных типов. Л.: Наука, 1967. — 249 с.

### 1968
- Жирмунский В. М., Суник О. П. (ред.) Вопросы теории частей речи на материале языков различных типов. Л.: Наука, 1968. - 343 с.
- Мухин А.М. Структура предложений и их модели. Л.: Наука, ЛО, 1968. — 231 c.

### 1970
- Жирмунский В. М., Арутюнова Н. Д. (отв. ред.). Морфологическая структура слова в индоевропейских языках. М. : Наука, 1970. – 387 с.

### 1972
- Кацнельсон С.Д. Типология языка и речевое мышление. Л.: Наука, 1972. — 213 с.

### 1974
- Кацнельсон С.Д. О грамматической семантике // Всесоюзная научная конференция по теоретическим проблемам

языкознания: Тезисы докладов пленарных заседаний. М., 1974. с. 66-76. 

### 1975
- Маслов Ю.С. Введение в языкознание. Учеб. пособие для филол. специальностей университетов. — М.: "Высшая школа", 1975. — 328 с.
- Адмони В.Г. (отв. ред.). Теоретические проблемы синтаксиса современных индоевропейских языков. Материалы научной конференции, посвященной теоретическим проблемам синтаксиса современных индоевропейских языков (Ленинград, 20-23 апреля 1971 г.). Л.: Наука, 1975.- 224 с.

### 1976
- Жирмунский В.М. Общее и германское языкознание. Л.: Наука, 1976. - 698 с.
- Мухин А.М. Лингвистический анализ. Теоретические и методологические проблемы. Л.: Наука, ЛО, 1976. — 283 c.

### 1979
- Адмони В.Г. (отв. ред.). Структура предложения и словосочетания в индоевропейских языках. - Л.: Наука, 1979.- 296 (?) с.
- Адмони В.Г. Структура грамматического значения и его статус в системе языка.- // Адмони В.Г. (отв. ред.). Структура предложения и словосочетания в индоевропейских языках. - Л.: Наука, 1979.- С. 6-36.

### 1981
- Адмони В.Г. (отв. ред.). Структура и объем предложения и словосочетания в индоевропейских языках. Л.: Наука, 1981.- 296 с.

### 1982
- Кацнельсон С.Д. (ред.) Категория субъекта и объекта в языках различных типов. Л.: Наука, 1982. — 189 c.

### 1985
- Павлов В.М. Понятие лексемы и проблема отношений синтаксиса и словообразования. Л.: Наука, ЛО, 1985. – 300 с.

### 1986
- Кацнельсон С.Д. Общее и типологическое языкознание. Отв. ред. А. В. Десницкая. - Ленинград: Наука, ЛО, 1986.- 298 с.

### 1987
- Маслов Ю.С. Введение в языкознание. Изд. 2-е. М.: Высшая школа, 1987. — 272 стр.
- Зиндер Л.Р. Введение в языкознание. Сборник задач. Учеб. пособие для вузов. - М.: Высш. шк., 1987. - 176 с.

### 1988
- Адмони В. Г. Грамматический строй как система построения и общая теория грамматики. М., 1988.

### 1994
- Адмони В. Г. Система форм речевого высказывания. СПб.: «Наука», 1994. – 153 с.

### 1996
- Павлов В.М. Полевые структуры в строе языка. СПб.: Изд-во СПбГУЭФ, 1996. – 116 с.

### 1998
- Бондарко А. В. (отв. ред.). Общее языкознание и теория грамматики. Материалы чтений, посвященных 90-летию со дня рождения Соломона Давидовича Кацнельсона. СПб.: Наука, 1998.- 000 с.

### 1999
- Мухин А.М. Функциональный синтаксис. СПб.: Наука, 1999.- 184 с.
- Шубик С. А. (отв. ред.). Система языка и структура высказывания. Материалы чтений, посвященных 90-летию со дня рождения Владимира Григорьевича Адмони (1909–1993). СПб.: Наука, 1999.- 000 с.

### 2001
- Кацнельсон С.Д. Категории языка и мышления: Из научного наследия. Отв. ред. Л. Ю. Брауде. М.: Языки славянской культуры, 2001 – 865 с. с илл.
- Казанский Н. Н. (отв. ред.). Материалы конференции, посвященной 110-летию со дня рождения акад. Виктора Максимовича Жирмунского. СПБ.: Наука, 2001.- 000 с.

### 2002
- Мухин А.М. Морфологические категории и функциональный синтаксис. Санкт-Петербург: Наука, 2002.- 176 с.

### 2004
- Маслов Ю.С. Избранные труды. Аспектология. Общее языкознание. М.: Языки славянской культуры, 2004. — 848 с.
- Мухин А.М. Эксперимент и моделирование в лингвистике: структурный синтаксис предложения. СПб.: Наука, 2004. 152 с.

### 2007
- Воейкова М.Д. (отв.ред.). Типология языка и теория грамматики. Материалы Международной конференции, посвященной 100-летию со дня рождения Соломона Давидовича Кацнельсона (27-30 ноября 2007 г. ). СПб.: Нестор-История, 2007. — 219 с.
- Мухин А.М. Функциональный синтаксис. Функциональная лексикология. Функциональная морфология. СПб.: Нестор, 2007.- 198 с.

### 2009
- Воейкова М.Д. (отв.ред.). Научное наследие Владимира Григорьевича Адмони и современная лингвистика. Материалы Международной научной конференции, посвященной 100-летию со дня рождения В.Г. Адмони. — Санкт-Петербург: Нестор-История, 2009. — 289 с.

### 2016
- Павлов В.М. Германская филология и общее языкознание. СПб., 2016.- 379 с.